# Walzer aus Wien
Walzer aus Wien ("Walzer da Vienna" nota come The Great Waltz in lingua inglese) è un singspiel pasticcio in tre atti su libretto di Alfred Maria Willner, Heinz Reichert e Ernst Marischka, su musica di Johann Strauss (figlio), arrangiata da Erich Wolfgang Korngold e Julius Bittner, la cui prima fu data allo Stadttheater di Vienna il 30 ottobre 1930. Un adattamento in lingua inglese dal titolo The Great Waltz andò in scena a Broadway nel 1934, e un altro a Londra nel 1970.

## Edizioni in francese e inglese
Il libretto fu tradotto in lingua francese da André Mouëzy-Éon e Jean Marietti, e rappresentato sotto il titolo di Valses de Vienne al Théâtre de la Porte Saint-Martin di Parigi il 21 dicembre 1933. Negli Stati Uniti d'America e nel Regno Unito venne eseguito, con un ulteriore arrangiamento delle musiche, come The Great Waltz.

## Ruoli
| Ruolo             | Voce           | Cast della prima, 30 ottobre 1930 (Direttore:) |
| ----------------- | -------------- | ---------------------------------------------- |
| Resi              | soprano        | Paula Brosig                                   |
| Johann Strauss Jr | baritono       | Hubert Marischka                               |
| Coontessa Olga    | soprano        | Betty Fischer                                  |
| Johann Strauss Sr | voce recitante | Willy Thaller                                  |
| Frau Kratochwill  | soprano        | Mizzi Zwerenz                                  |
| Principe Gogol    | tenore         | Ludwig Herold                                  |
| Leopold           | tenore         | Karl Göttler                                   |
| Ebeseder          | tenore         | Fritz Imhoff                                   |

## Trama
L'azione si svolge a Vienna intorno al 1845, e riguarda la rivalità tra gli Strauss, padre e figlio, e l'amore della giovane Resi per Strauss Jr. Ma con l'aiuto di una contessa russa, padre e figlio si riconciliano e l'amore trionfa.

## Discografia
- Valses de Vienne - Mady Mesplé, Bernard Sinclair, Christiane Stutzmann, Pierre Bertin - Choeurs René Duclos, Orchestra dell'Opéra-Comique, Jean Doussard - EMI (1971)